# Sofie Habsburská
Sofie Franciska Marie Germaine Habsburská (* 19. ledna 1959), známá také jako arcivévodkyně Sofie Rakouská, je italská módní návrhářka, narozená ve Francii, a modelka.

## Životopis
Sofie Habsburská se narodila v Paříži dne 19. ledna 1959. Je dcerou arcivévody Ferdinanda Karla Marxe Rakouského a hraběnky Helene von Törring-Jettenbach. Je potomkem Habsbursko-Lotrinské dynastie, která vládla Rakousku-Uhersku až do roku 1918. Během studií interiérového designu pracovala jako modelka.
Když jí bylo 20 let, přestěhovala se do Madridu, kde odstartovala úspěšnou modelingovou kariéru. Pracovala pro firmy jako De Beers a Valentino, stala se také první tváří časopisu Vogue Spain. Ve stejné době také navrhovala šperky a pracovala jako dekoratérka. Stala se blízkou přítelkyní Richarda Gera poté, co společně moderovali charitativní akci SOS Dětské vesničky
Dne 11. února 1990 se provdala za rakousko-italského prince Mariano Hugo Windisch-Graetze. Společně mají tři děti, jedno z nichž však zemřelo v roce 2010 při autonehodě.
V roce 2010 začala Sofie navrhovat designové tašky. Její tašky často nosí členové španělské a britské královské rodiny.